# Cosmix
 (juillet 2024).
Si vous disposez d'ouvrages ou d'articles de référence ou si vous connaissez des sites web de qualité traitant du thème abordé ici, merci de compléter l'article en donnant les références utiles à sa vérifiabilité et en les liant à la section « Notes et références ».
Cosmix est une série de figurines keshi (en), commercialisées en France de la fin des années 1980 au milieu des années 1990. Les Cosmix étaient fabriqués par El Greco « Un hellenistic crafts S.A. », fabricant grec, et Action GT (Action Games & Toys Inc.), entreprise nord-américaine, et distribué en France par Idéal Loisirs S.A.
Ideal Loisirs a ainsi importé deux séries de keshi pour créer sa propre franchise. Ceci en n'hésitant pas à survoler la loi (contrefaçon de la marque Bandai, dont une partie de la série Kinnikuman (Muscleman en France). Parallèlement, les Cosmix furent également commercialisés en Italie par GIG Spa sous le nom d'Exogini (en).